# Вредност (етика)
Вредност је апстрактна категорија преузета из филозофије. Означава најопштије веровање о томе шта је (и колико) ваљано, пожељно, корисно, односно о томе шта је непожељно и недопустиво. Вредност је хипотетички конструкт, јер има субјективни карактер. Међутим, за разлику од става, вредност је општија, више централна и трајнија диспозиција, тако да се, по правилу, за једну вредност везује више сродних ставова и шири репертоар понашања. Већи број повезаних вредности интегришу се у систем вредности, односно у вредносну оријентацију. Вредности утичу на понашање личности тако што чине основу намераваних активности, пружају значење и смернице људима у њиховој интеракцији са другима. Одређено понашање сматра се вредним у зависности од етичких  вредности које се придају објекту према којем је понашање усмерено, њиховом повећању, смањењу и мењању. Вредности које су утицајне на ставове и понашање подразумевају етичке (моралне), доктриналне (идеолошке), друштвене и естетичке вредности. Решавање проблема, најпре питања опстанка, могуће је уз постојање одређеног система вредности који пружа одговоре на питања зашто се људи одлучују за одређену акцију и шта има предност приликом делања.

## Разлика између персоналних и друштвених (културних) вредности
Између персоналних и друштвених (културних) вредности постоји повезаност, међутим оне се у великој мери могу разликовати и то захтева посматрање ова два типа вредности као засебних категорија.

### Персоналне вредности
Персоналне вредности су апстрактне идеје којима појединац одређује важно, пожељно и корисно. У складу са сопственим вредностима појединац ће бити склон одређеном понашању, ставовима и прављењу одређених избора. Могу се дефинисати као значајни односи према објектима и идејама својствени одређеном појединцу. У случају да се личне вредности ригидно поштују и да се разликују од вредности читавог друштва или појединих његових чланова оне могу довести до сукоба  који је последица различитих погледа на свет. Персоналне вредности најчешће произлазе из животног искуства појединца. Временом јавно изражавање личних вредности које групе људи сматрају важним у свом свакодневном животу, постављају темеље закона, обичаја и традиције. Истраживања су потврдила постојање имплицитне природе вредносне комуникације. Са етноцентричне перспективе, може се претпоставити да се исти скуп вредности неће једнако испољавати у различитим друштвима. Усвајање вредности може се разликовати на основу културног идентитета појединца.

### Друштвене (културне) вредности
Друштвене вредности се дефинишу као позитиван однос према идејама од ширег друштвеног значаја који се исказује кроз спремност за остварење и одржање тих идеја. Примери оваквих вредности су: демократија, равноправност, пацифизам... Подразумевају општеприхваћена веровања у некој култури о томе шта је значајно и чему треба тежити, у том погледу друштвене или културне вредности су кључне приликом одређивања приоритета и структуре организације живота у заједници. Узимајући у обзир да су релативно стабилне и хијерархијски организоване, друштвене вредности су утицајне и када је реч о социјализацији, али и особинама читавог друштва. Вредности неке културе одражавају се кроз правила понашања која се називају норме. Заједничким деловањем вредности и норме одређују понашање чланова друштва. Постоје разлике међу културама када говоримо о вредностима и нормама, те разлике могу бити уочљиве не само у понашању, већ и у погледу навика, покрета, гестова и израза лица. Постепено се вредности и норме неке културе могу мењати, што значи да их не треба схватати као непроменљиве категорије. У случају да друштвене норме које отелотворују одређене друштвене, односно културне вредности  нису у складу са персоналним вредностима појединца, који је припадник одређене културе, појединац има могућност да издвоји аспекте који су му значајни из више различитих супкултура којима може припадати.

### Настанак и преношење вредности
Вредности се усвајају посредством културе углавном дифузијом, преношењем или социјализацијом, којом се вредности нарочито у примарној фази социјализације, преносе са родитеља на децу. Разноликост у вредносном смислу може бити и последица чињенице да родитељи у различитим културама имају различите вредности.
За приказ културних вредности различитих земаља користи се дводимензионална културна мапа („Inglehart–Welzel cultural map of the world”). Прва димензија која почива на разлици између традиционалних и рационалних вредности одражава прелаз са религијског схватања света на преовладавање науке и бирократије. Другу димензију карактерише разлика између вредности преживљавања и вредности изражавања и њом се одражава прелаз са индустријског на постиндустријско друштво.
Културе се могу разликовати и према чврстом и слабом придржавању друштвеним нормама и толеранцији девијантности. Културе које карактерише чврсто придржавање нормама су рестриктивне са строгим дисциплинским мерама у случају непоштовања норми, с друге стране постоје културе које су толерантније на девијантност и карактерише их слабије придржавање нормама. У случајевима природних непогода, пренасељености или заразних болести испоставило се да друштва која карактерише чврсто придржавање нормама проналазе ефектније начине за превазилажење таквих ситуација.

### Класификација вредности
Вредности се могу класификовати на неки од следећих начина, према главним областима деловања људи у друштву (економске, политичке, културне), према значењу које имају за појединце или друштвене групе (примарне и секундарне) или пак према потребама са којима су у вези (материјалне и духовне). Потребно је указати на постојање терминалних и инструменталних вредности, затим позитивних и негативних и доминантних вредности. Услед апстрактности и широког одређења појма наведене класификације су само један број могућих класификација које се могу навести.
Подела на терминалне и инструменталне вредности је дихотомна класификација којом се подразумева да вредности које се називају инструменталним представљају средство за добијање нечег другог што се сматра вредним, док терминалне вредности представљају циљеве које саме по себи појединац жели да испуни.
Доминантне вредности су оне које су широко распрострањене међу групом, заједницом или културом. Оне се преносе путем извора као што су медији, институције, верске организације или породица. Вредности које се сматрају доминантним у једном не морају то бити и у неком другом друштву.